# NW (romanzo)
NW è il quarto romanzo della scrittrice britannica Zadie Smith, pubblicato in Gran Bretagna nel 2012.
Nel 2013 viene candidato al Women's Prize for Fiction, classificandosi tra i cinque romanzi finalisti.
NW è ambientato nella zona Nord-Ovest di Londra (North-West), dove l'autrice è nata e cresciuta, e dove è ambientato anche il suo primo romanzo, Denti bianchi.

## Trama
Il romanzo è diviso in cinque parti e segue le storie di quattro abitanti della zona Nord-Ovest di Londra - Leah, Natalie, Felix e Nathan - nel tentativo di costruirsi una vita diversa da quella sperimentata nella loro infanzia, nel quartiere popolare Caldwell.

## Edizioni
- Zadie Smith, NW (NW, 2012), Mondadori, traduzione di Silvia Pareschi, 2013, pp. 353, ISBN 978-8804624486.